# Cetomimidae
Famille
Les Cetomimidae forment une famille de poissons abyssaux de l'ordre des Beryciformes, anciennement classée dans celui des Stephanoberyciformes (ordre invalide à ce rang taxonomique).

## Listes des genres et espèces
Selon World Register of Marine Species (8 décembre 2024) :
- Ataxolepis Myers & Freihofer, 1966
- Cetichthys Paxton, 1989
- Cetomimoides Koefoed, 1955
- Cetomimus Goode & Bean, 1895
- Cetostoma Zugmayer, 1914
- Danacetichthys Paxton, 1989
- Ditropichthys Parr, 1934
- Eutaeniophorus Bertelsen & Marshall, 1958
- Gyrinomimus Parr, 1934
- Megalomycter Myers & Freihofer, 1966
- Mirapinna Bertelsen & Marshall, 1956
- Notocetichthys Balushkin, Fedorov & Paxton, 1989
- Parataeniophorus Bertelsen & Marshall, 1956
- Procetichthys Paxton, 1989
- Rhamphocetichthys Paxton, 1989
- Vitiaziella Rass, 1955

Selon ITIS (13 août 2010) :
- genre Cetichthys Paxton, 1989
- genre Cetomimus Goode & Bean, 1895
- genre Cetostoma Zugmayer, 1914
- genre Danacetichthys Paxton, 1989
- genre Ditropichthys Parr, 1934
- genre Gyrinomimus Parr, 1934
- genre Notocetichthys Balushkin, Fedorov & Paxton, 1989
- genre Procetichthys Paxton, 1989
- genre Rhamphocetichthys Paxton, 1989

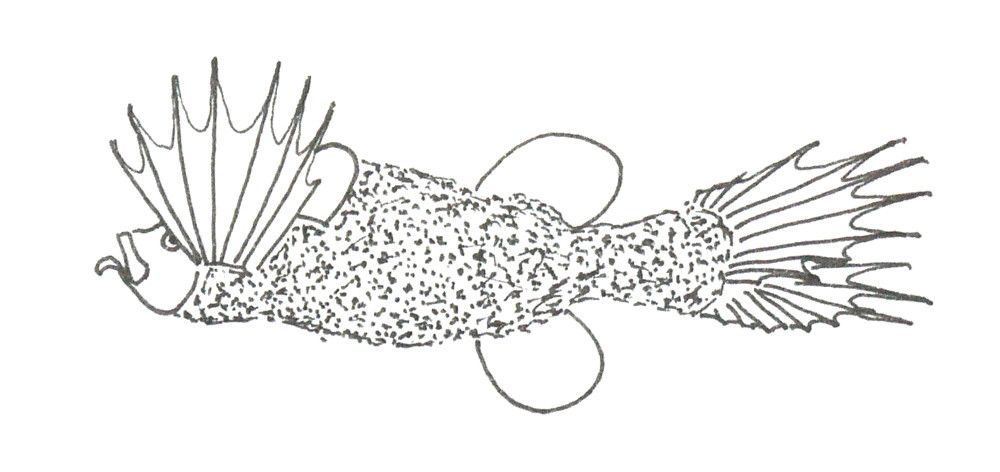
Mirapinna esau
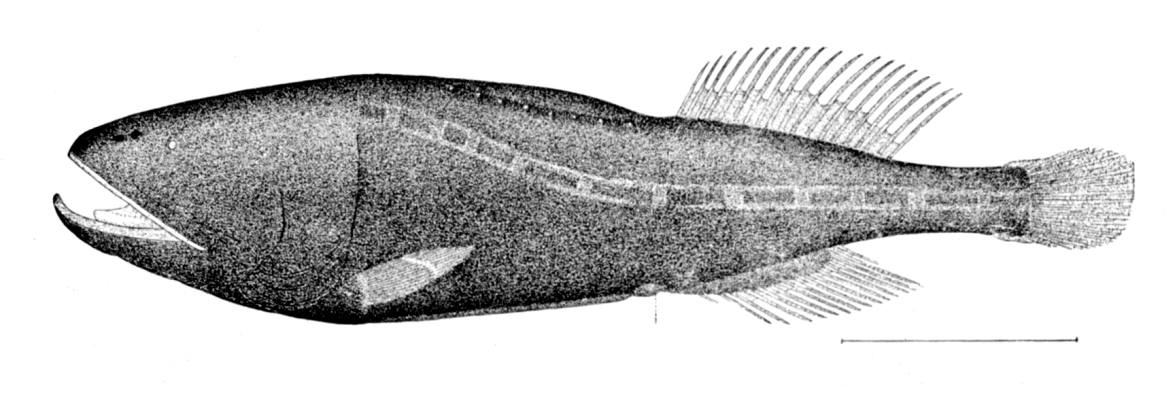
Ditropichthys storeri

## Systématique
Le nom valide complet (avec auteur) de ce taxon est Cetomimidae Goode & Bean, 1895.
Cetomimidae a pour synonymes :
- Megalomycteridae
- Mirapinnidae

Une étude réalisée par G. David Johnson (d) et al. en 2009 montre que « Sur la base de la morphologie et des données de séquences mitogénomiques […] les poissons actuellement assignés à trois familles aux morphologies très différentes, Mirapinnidae (tapetails), Megalomycteridae (poissons à gros nez) et Cetomimidae (poissons-baleines), sont respectivement des larves, des mâles et des femelles d'une seule et même famille, les Cetomimidae »[réf. incomplète].

## Étymologie
Selon Fishbase, le nom proviendrait du grec ketos, baleine, ou monstre marin + du grec, mimos, -ou qui signifie imitateur. Le suffixe -formes est habituellement celui utilisé pour les ordres de poissons.

## Publication originale
- Goode, G. B.; Bean, T. H. (1895)[7]. On Cetomimidae and Rondeletiidae, two new families of bathybial fishes from the northwestern Atlantic. In: Scientific results of explorations by the U. S. Fish Commission steamer Albatross. Proceedings of the United States National Museum. v. 17 (no. 1012): 451-454, Pl. 17.